# Cassaignes
Cassaignes  est une commune française située dans le Sud-Ouest du département de l'Aude, en région Occitanie.
Sur le plan historique et culturel, la commune fait partie du massif des Corbières, un chaos calcaire formant la transition entre le Massif central et les Pyrénées. Exposée à un climat méditerranéen, elle est drainée par la Sals et par un autre cours d'eau. La commune possède un patrimoine naturel remarquable : un site Natura 2000 (les « hautes Corbières ») et une zone naturelle d'intérêt écologique, faunistique et floristique.
Cassaignes est une commune rurale qui compte 59 habitants en 2022, après avoir connu un pic de population de 178 habitants en 1821. Ses habitants sont appelés les Cassaignols et ses habitantes les Cassaignoles.

## Géographie

### Localisation
Cassaignes est une commune située dans le Razès sur la rive droite de la Sals.

### Communes limitrophes
Les communes limitrophes sont  Coustaussa, Luc-sur-Aude, Peyrolles, Rennes-les-Bains et Serres.
| Luc-sur-Aude |            | Peyrolles        |
|              | Cassaignes | Serres           |
| Coustaussa   |            | Rennes-les-Bains |

### Géologie et relief
Cassaignes se situe en zone de sismicité 3 (sismicité modérée).

### Hydrographie
La commune est dans la région hydrographique « Côtiers méditerranéens », au sein du bassin hydrographique Rhône-Méditerranée-Corse. Elle est drainée par la Sals et le ruisseau de Luc, qui constituent un réseau hydrographique de 1 km de longueur totale,.
La Sals, d'une longueur totale de 19,9 km, prend sa source dans la commune de Sougraigne et s'écoule d'est en ouest, puis vers le nord, puis à nouveau vers l'ouest. Elle traverse la commune et se jette dans l'Aude à Couiza, après avoir traversé 5 communes.

### Climat
Pour des articles plus généraux, voir Climat de l'Occitanie et Climat de l'Aude.
En 2010, le climat de la commune est de type climat méditerranéen altéré, selon une étude s'appuyant sur une série de données couvrant la période 1971-2000. En 2020, Météo-France publie une typologie des climats de la France métropolitaine dans laquelle la commune est exposée à un climat de montagne ou de marges de montagne et est dans la région climatique Pyrénées orientales, caractérisée par une faible pluviométrie, un très bon ensoleillement (2 600 h/an), un air sec, particulièrement en hiver et peu de brouillards.
Pour la période 1971-2000, la température annuelle moyenne est de 12,7 °C, avec une amplitude thermique annuelle de 15,1 °C. Le cumul annuel moyen de précipitations est de 778 mm, avec 9,7 jours de précipitations en janvier et 5,1 jours en juillet. Pour la période 1991-2020, la température moyenne annuelle observée sur la station météorologique la plus proche, située sur la commune de Granès à 7 km à vol d'oiseau, est de 13,5 °C et le cumul annuel moyen de précipitations est de 724,6 mm,. Pour l'avenir, les paramètres climatiques de la commune estimés pour 2050 selon différents scénarios d’émission de gaz à effet de serre sont consultables sur un site dédié publié par Météo-France en novembre 2022.

### Milieux naturels et biodiversité

#### Réseau Natura 2000

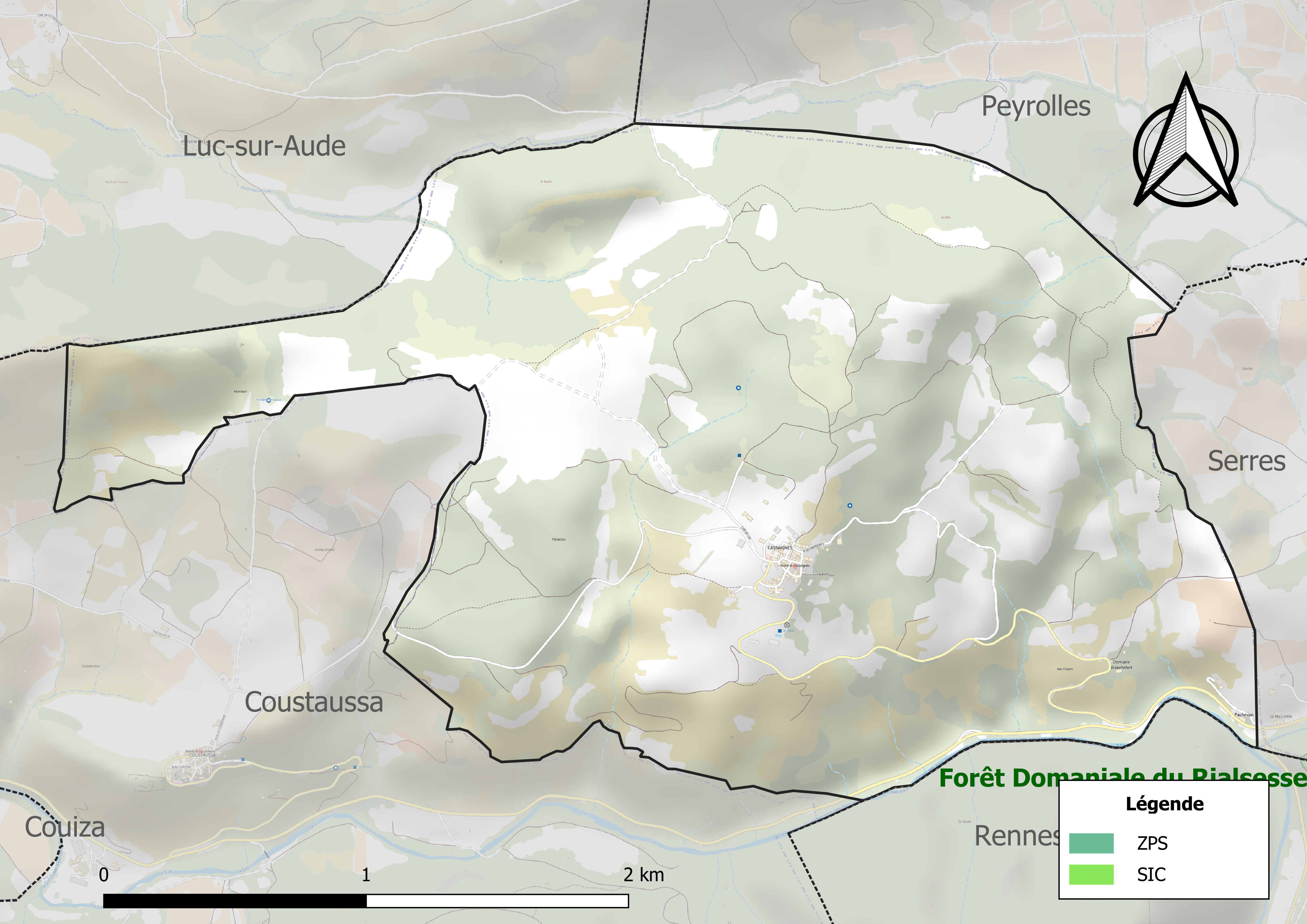
Sites Natura 2000 sur le territoire communal.

Le réseau Natura 2000 est un réseau écologique européen de sites naturels d'intérêt écologique élaboré à partir des directives habitats et oiseaux, constitué de zones spéciales de conservation (ZSC) et de zones de protection spéciale (ZPS). Un site Natura 2000 a été défini sur la commune au titre  de la directive oiseaux : les « hautes Corbières », d'une superficie de 28 398 ha, accueillant une avifaune riche et diversifiée : rapaces tels que les Busards, l'Aigle Royal, le Circaète Jean-le-Blanc, qui trouvent sur place des conditions favorables à la nidification et à leur alimentation du fait de l'importance des milieux ouverts.

#### Zones naturelles d'intérêt écologique, faunistique et floristique

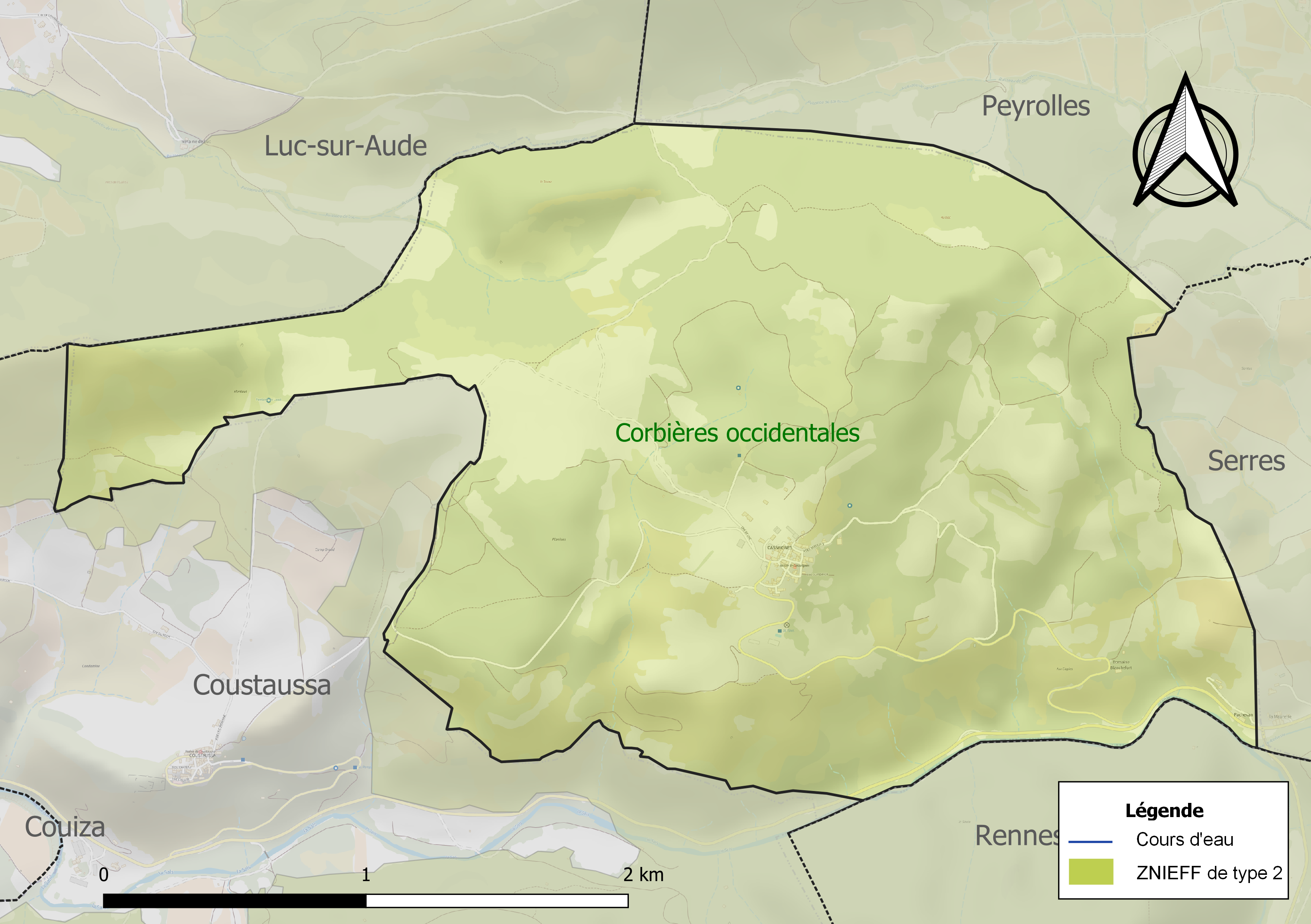
Carte de la ZNIEFF de type 2 localisée sur la commune.

L’inventaire des zones naturelles d'intérêt écologique, faunistique et floristique (ZNIEFF) a pour objectif de réaliser une couverture des zones les plus intéressantes sur le plan écologique, essentiellement dans la perspective d’améliorer la connaissance du patrimoine naturel national et de fournir aux différents décideurs un outil d’aide à la prise en compte de l’environnement dans l’aménagement du territoire.
Une ZNIEFF de type 2 est recensée sur la commune :
les « Corbières occidentales » (59 005 ha), couvrant 66 communes du département.

## Urbanisme

### Typologie
Au 1er janvier 2024, Cassaignes est catégorisée commune rurale à habitat dispersé, selon la nouvelle grille communale de densité à 7 niveaux définie par l'Insee en 2022.
Elle est située hors unité urbaine et hors attraction des villes,.

### Occupation des sols
L'occupation des sols de la commune, telle qu'elle ressort de la base de données européenne d’occupation biophysique des sols Corine Land Cover (CLC), est marquée par l'importance des territoires agricoles (59,8 % en 2018), une proportion identique à celle de 1990 (59,8 %). La répartition détaillée en 2018 est la suivante : zones agricoles hétérogènes (59,8 %), forêts (23,9 %), milieux à végétation arbustive et/ou herbacée (16,3 %). L'évolution de l’occupation des sols de la commune et de ses infrastructures peut être observée sur les différentes représentations cartographiques du territoire : la carte de Cassini (XVIIIe siècle), la carte d'état-major (1820-1866) et les cartes ou photos aériennes de l'IGN pour la période actuelle (1950 à aujourd'hui).

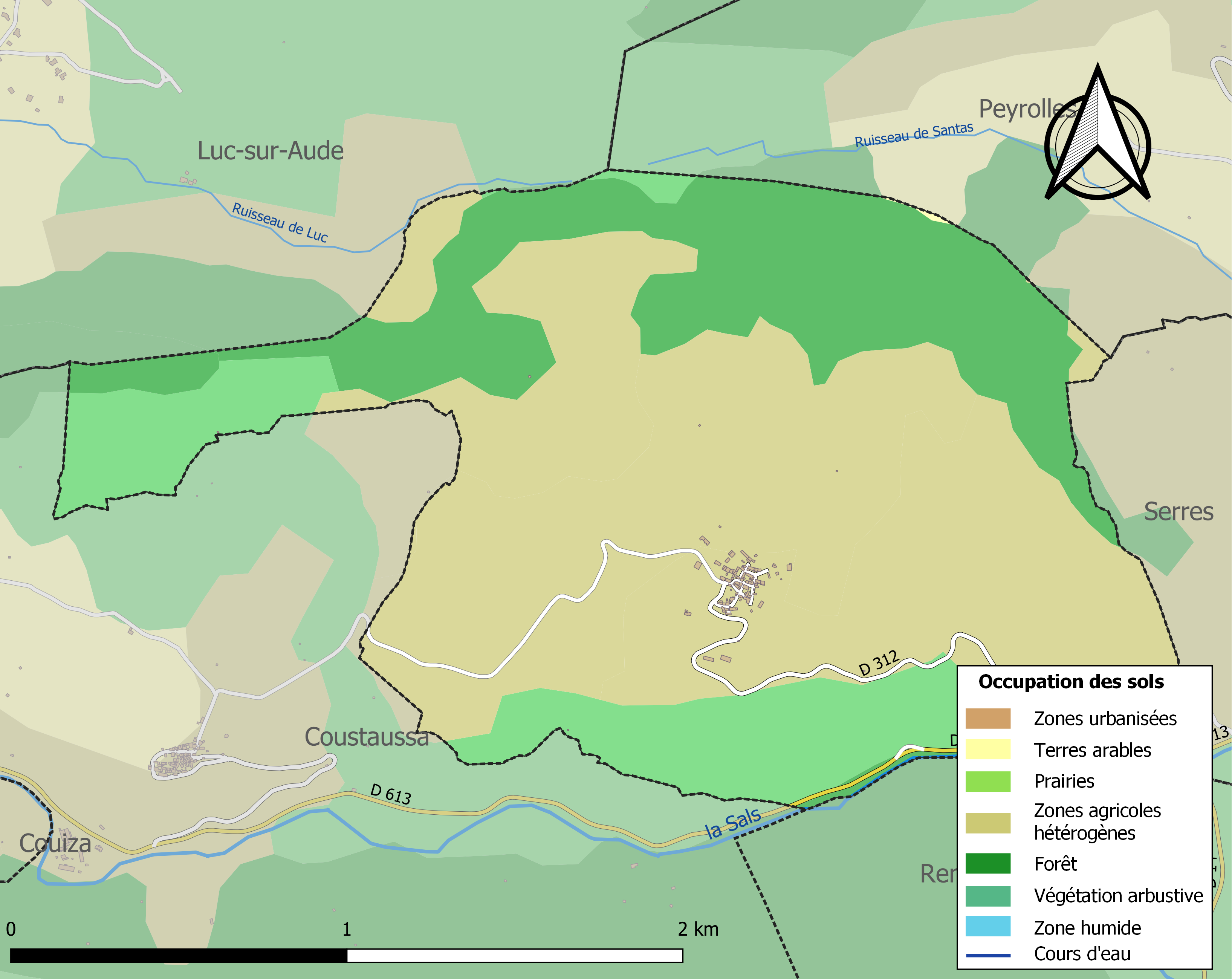
Carte des infrastructures et de l'occupation des sols de la commune en 2018 (CLC).

### Risques majeurs
Le territoire de la commune de Cassaignes est vulnérable à différents aléas naturels : météorologiques (tempête, orage, neige, grand froid, canicule ou sécheresse), feux de forêts et séisme (sismicité modérée). Un site publié par le BRGM permet d'évaluer simplement et rapidement les risques d'un bien localisé soit par son adresse soit par le numéro de sa parcelle.

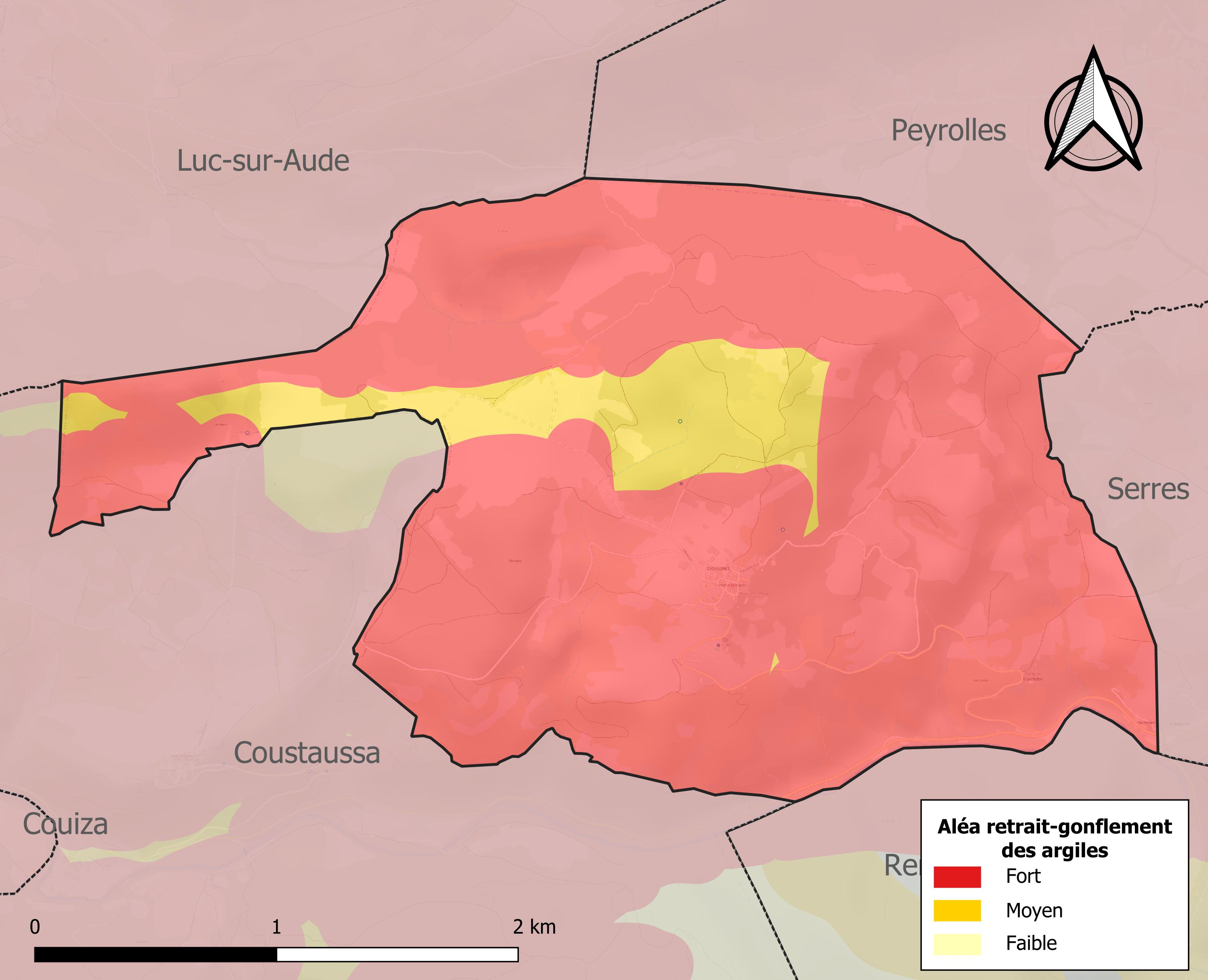
Carte des zones d'aléa retrait-gonflement des sols argileux de Cassaignes.

Le retrait-gonflement des sols argileux est susceptible d'engendrer des dommages importants aux bâtiments en cas d’alternance de périodes de sécheresse et de pluie. La totalité de la commune est en aléa moyen ou fort (75,2 % au niveau départemental et 48,5 % au niveau national). Sur les 43 bâtiments dénombrés sur la commune en 2019, 43 sont en aléa moyen ou fort, soit 100 %, à comparer aux 94 % au niveau départemental et 54 % au niveau national. Une cartographie de l'exposition du territoire national au retrait gonflement des sols argileux est disponible sur le site du BRGM,.

## Histoire
En 889, la villa de Cassanias appartient à l'abbaye de Saint-Polycarpe.

### Hameau des Clapiès
Ce hameau fut habité jusqu'aux années 1950. Au début du XXe siècle, il y eut jusqu'à 70 habitants. Une fête locale y était célébrée chaque année.

## Politique et administration

### Découpage territorial
La commune de Cassaignes est membre de la communauté de communes du Limouxin, un établissement public de coopération intercommunale (EPCI) à fiscalité propre créé le 2 décembre 2016 dont le siège est à Limoux. Ce dernier est par ailleurs membre d'autres groupements intercommunaux.
Sur le plan administratif, elle est rattachée à l'arrondissement de Limoux, au département de l'Aude, en tant que circonscription administrative de l'État, et à la région Occitanie.
Sur le plan électoral, elle dépend du canton de la Haute-Vallée de l'Aude pour l'élection des conseillers départementaux, depuis le redécoupage cantonal de 2014 entré en vigueur en 2015, et de la troisième circonscription de l'Aude  pour les élections législatives, depuis le redécoupage électoral de 1986.

### Liste des maires
| Période                                  | Période | Identité       | Étiquette | Qualité |
| ---------------------------------------- | ------- | -------------- | --------- | ------- |
| mars 2008                                |         | Serge Ferrié   |           |         |
| 1989                                     | 2008    | André Rousseau |           |         |
| mars 1965                                | 1989    | Gabin Rousset  |           |         |
| Les données manquantes sont à compléter. |         |                |           |         |

## Démographie
L'évolution du nombre d'habitants est connue à travers les recensements de la population effectués dans la commune depuis 1793. Pour les communes de moins de 10 000 habitants, une enquête de recensement portant sur toute la population est réalisée tous les cinq ans, les populations de référence des années intermédiaires étant quant à elles estimées par interpolation ou extrapolation. Pour la commune, le premier recensement exhaustif entrant dans le cadre du nouveau dispositif a été réalisé en 2008.

En 2022, la commune comptait 59 habitants, en évolution de +13,46 % par rapport à 2016 (Aude : +2,65 %, France hors Mayotte : +2,11 %).
| 1793 | 1800 | 1806 | 1821 | 1831 | 1836 | 1841 | 1846 | 1851 |
| ---- | ---- | ---- | ---- | ---- | ---- | ---- | ---- | ---- |
| 159  | 159  | 159  | 178  | 173  | 173  | 153  | 146  | 155  |

| 1856 | 1861 | 1866 | 1872 | 1876 | 1881 | 1886 | 1891 | 1896 |
| ---- | ---- | ---- | ---- | ---- | ---- | ---- | ---- | ---- |
| 146  | 147  | 149  | 127  | 126  | 108  | 116  | 119  | 119  |

| 1901 | 1906 | 1911 | 1921 | 1926 | 1931 | 1936 | 1946 | 1954 |
| ---- | ---- | ---- | ---- | ---- | ---- | ---- | ---- | ---- |
| 119  | 115  | 107  | 89   | 80   | 89   | 79   | 66   | 71   |

| 1962 | 1968 | 1975 | 1982 | 1990 | 1999 | 2006 | 2008 | 2013 |
| ---- | ---- | ---- | ---- | ---- | ---- | ---- | ---- | ---- |
| 50   | 33   | 27   | 30   | 44   | 49   | 61   | 64   | 51   |

| 2018 | 2022 | - | - | - | - | - | - | - |
| ---- | ---- | - | - | - | - | - | - | - |
| 60   | 59   | - | - | - | - | - | - | - |

## Économie

### Emploi
| Division       | 2008   | 2013   | 2018   |
| -------------- | ------ | ------ | ------ |
| Commune        | 2,2 %  | 11,4 % | 10 %   |
| Département    | 10,2 % | 12,8 % | 12,6 % |
| France entière | 8,3 %  | 10 %   | 10 %   |

En 2018, la population âgée de 15 à 64 ans s'élève à 40 personnes, parmi lesquelles on compte 72,5 % d'actifs (62,5 % ayant un emploi et 10 % de chômeurs) et 27,5 % d'inactifs,. En  2018, le taux de chômage communal (au sens du recensement) des 15-64 ans est inférieur à celui du département, mais supérieur à celui de la France, alors qu'en 2008 il était inférieur à celui de la France.
La commune est hors attraction des villes,. Elle compte 12 emplois en 2018, contre 5 en 2013 et 12 en 2008. Le nombre d'actifs ayant un emploi résidant dans la commune est de 26, soit un indicateur de concentration d'emploi de 46,2 % et un taux d'activité parmi les 15 ans ou plus de 51,7 %.
Sur ces 26 actifs de 15 ans ou plus ayant un emploi, 12 travaillent dans la commune, soit 46 % des habitants. Pour se rendre au travail, 76,9 % des habitants utilisent un véhicule personnel ou de fonction à quatre roues, 7,7 % s'y rendent en deux-roues, à vélo ou à pied et 15,4 % n'ont pas besoin de transport (travail au domicile).

### Activités hors agriculture
Deux établissements seulement relevant d’une activité hors champ de l’agriculture sont implantés  à Cassaignes au 31 décembre 2019.

### Agriculture
|                                   | 1988 | 2000 | 2010 |
| --------------------------------- | ---- | ---- | ---- |
| Exploitations                     | 6    | 5    | 4    |
| Superficie agricole utilisée (ha) | 175  | 328  | 294  |

La commune fait partie de la petite région agricole dénommée « Région viticole ». En 2010, l'orientation technico-économique de l'agriculture  sur la commune est la polyculture et le polyélevage. Quatre exploitations agricoles ayant leur siège dans la commune sont dénombrées lors du recensement agricole de 2010 (six en 1988). La superficie agricole utilisée est de 294 ha.

## Culture locale et patrimoine

### Lieux et monuments
- Église Saint-Martin de Cassaignes.

### Personnalités liées à la commune
Casimir CLOTTES
Résumé de la biographie de Casimir Clottes rédigée par Jean FOURIÉ, Majoral du Félibrige, vice-président de l’Association Casimir Clottes

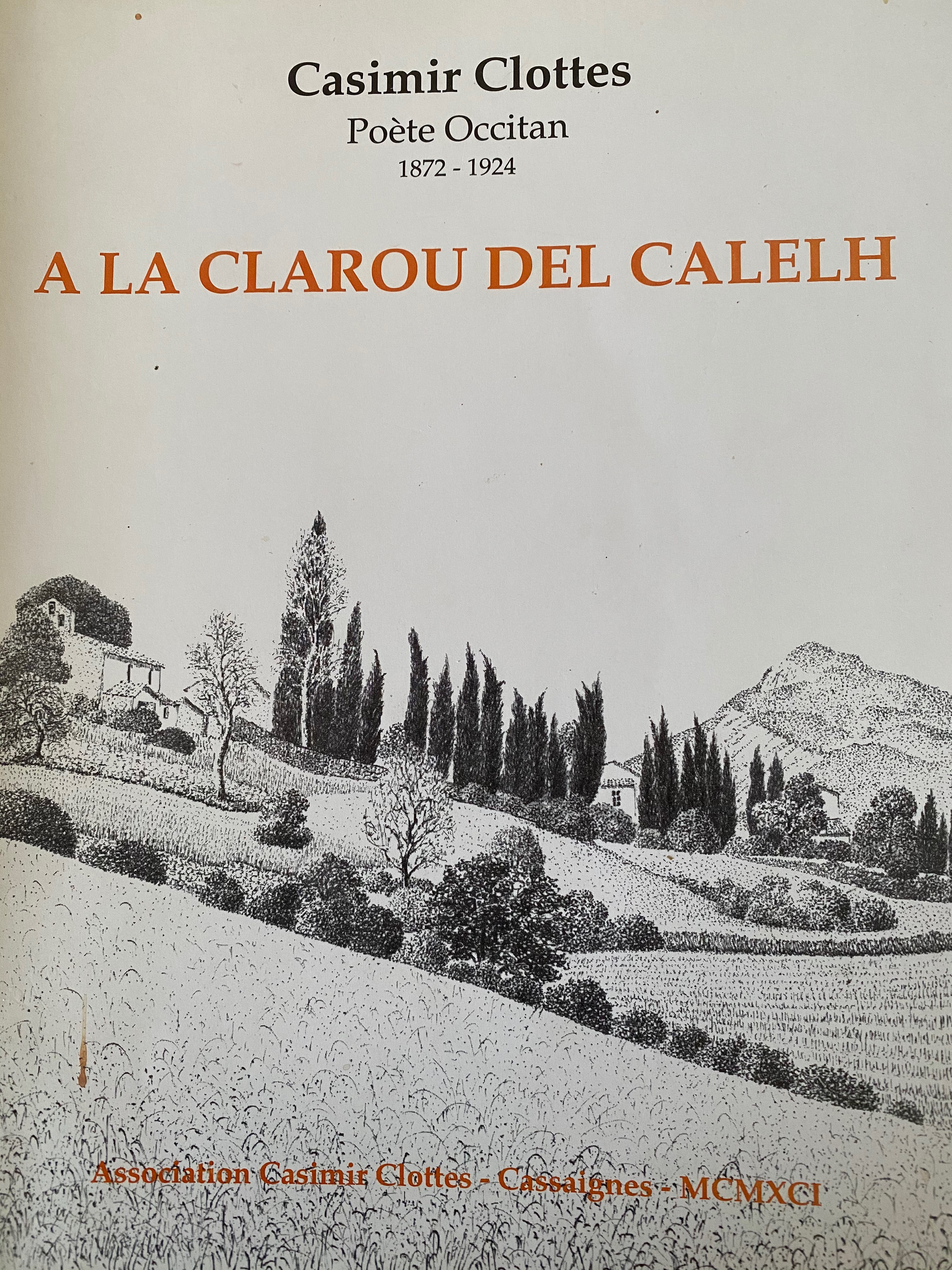

Né à Cassaignes (Aude) en 1872, Casimir Clottes entama une carrière dans l’administration des P.T.T. à Limoux en 1892. Son activité professionnelle le conduisit en Indochine de 1895 à 1904. Il fut ensuite affecté à Romorantin, puis à Carcassonne, à Sète et enfin à Paris vers 1910. Comme tous les habitants de Cassaignes, Casimir Clottes parlait la langue d’oc couramment. De Sète, Casimir Clottes adhère à l’Escola Mondina de Toulouse, se lie avec Paul Albarel et, dès 1907, participe aux concours annuels des Jeux floraux organisés par cette Société littéraire. Ses poèmes primés paraissent dans l’organe officiel de l’Escola Mondina : La Tèrra d'òc. Lorsque les hostilités éclatent en août 1914, Casimir Clottes, qui n’est pas mobilisable, reste à Paris et devient secrétaire de rédaction de L’Aude à Paris. Le siège du journal est transféré chez lui. Il y publie notamment sa célèbre chanson L’Audenca qui deviendra l’hymne attitré des Enfants de l’Aude à Paris. Miné par la maladie, épuisé par une activité trop intense, Louis-Casimir Clottes meurt subitement le 8 janvier 1924 dans son petit appartement du 15ème arrondissement. Selon sa volonté expresse son corps a été transféré dans l’Aude. L’inhumation eut lieu à Raissac-sur-Lampy. Ses principales compositions ont été réunies dans un volume sous le titre de « A la clarou des calelh », dans un ouvrage édité à Carcassonne, en 1932, chez Gabelle. Cet ouvrage a été réédité en 1991 par l’Association Casimir Clottes et la mairie de Cassaignes. La nouvelle édition a été illustrée par le célèbre graveur Jacques Houplain qui habita et exerça son métier de graveur à Cassaignes entre 1972 et 2020.

### Héraldique
| Cassaignes | Son blasonnement est : D'argent aux deux pals de sinople, au chef du même. |